# Bebra
Bebra is een plaats in de Duitse deelstaat Hessen, gelegen in de Landkreis Hersfeld-Rotenburg. De stad telt 13.855 inwoners.

## Geografie
Bebra heeft een oppervlakte van 93,63 km² en ligt in het centrum van Duitsland, iets ten westen van het geografisch middelpunt.
De plaats ligt in het dal van de Fulda, samen met de Werra een van de twee bronrivieren van de Wezer. Dit dal wordt door talrijke middelgebergten omgeven, die tezamen als Fulda-Werra-Bergland worden omschreven. In de gemeente stromen enkele beken uit in de Fulda, waarvan er een eveneens Bebra heet en als naamgever van de stad wordt gezien.

### Indeling van de gemeente

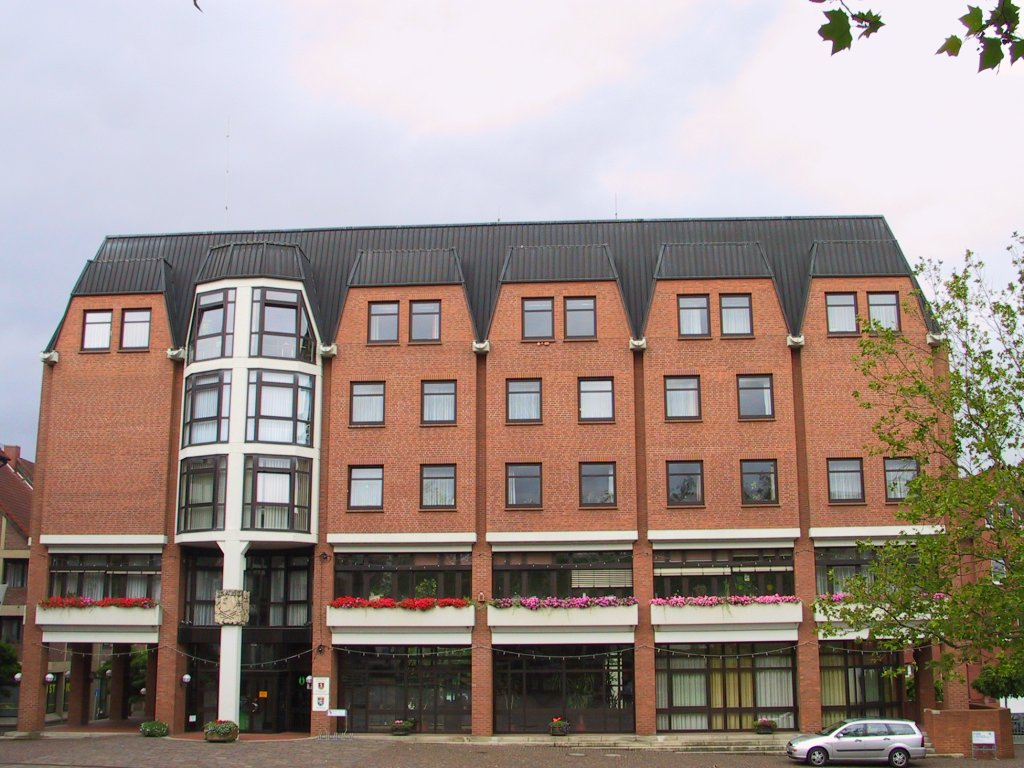
Het nieuwe stadhuis
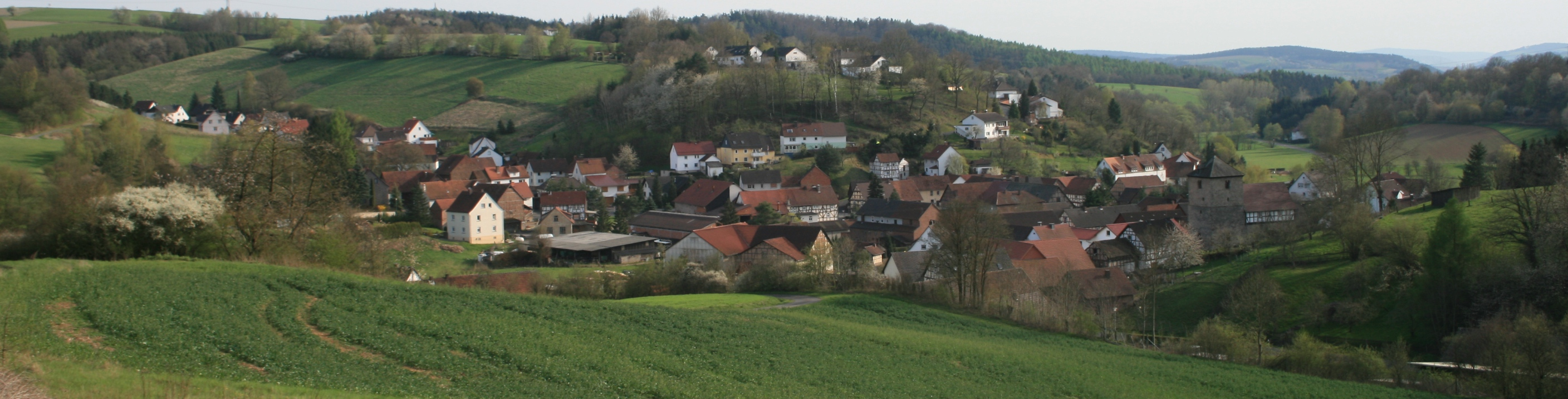
Gezicht op Gilfershausen
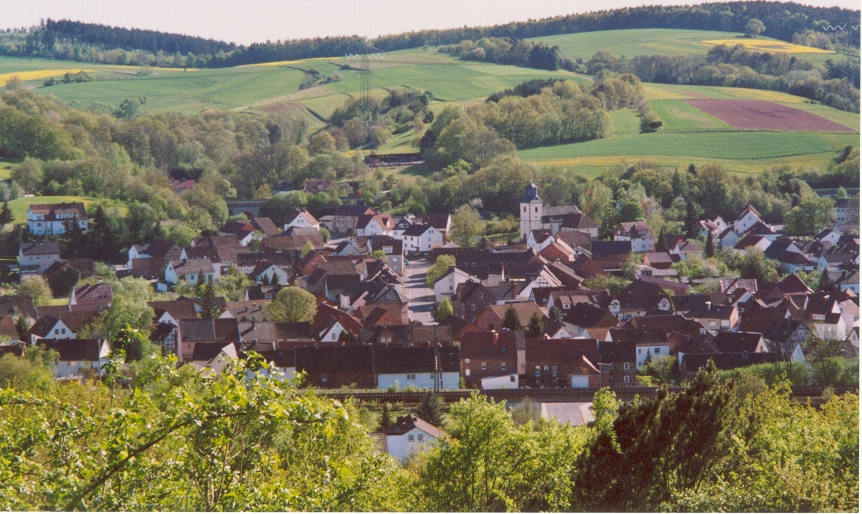
Gezicht op Weiterode vanaf uitzichtpunt Stirnpilz

Sedert de gemeentelijke herindeling van 1 januari 1972 bestaat de gemeente Bebra uit de gelijknamige stad en 11 Stadtteile, omliggende dorpen, die voordien zelfstandige gemeenten waren.
Dit zijn (in de richting van de wijzers van de klok, beginnend in het noordoosten):
- Asmushausen, 5 km NNO; circa 400 inwoners
- Gilfershausen, 4 km NO; circa 400 inw., met een oude kerk en een schilderachtig buurtje daaromheen
- Rautenhausen, 8 km ten NO van de stad; circa 125 inw.
- Braunhausen, 1½ km ten Z van Asmushausen; circa 150 inw.; van 1873 tot 1962 liep bij dit dorp de spoorlijn van Frankfurt naar Göttingen door de Braunhäuser Tunnel. Toen in 1961-1962 deze spoorlijn werd verlegd, werd de tunnel dichtgestort.
- Imshausen, 8 km ONO; 150 à 200 inw.; zie voor Schloss Imshausen onder Bezienswaardigheden.
- Solz, 2 km ten ONO van Imshausen; circa 700 inw.
- Iba, 6 km ten NO van Weiterode; circa 600 inw.; in het dorp staat een bezienswaardig kerkje.
- Weiterode, 3 km OZO; ruim 2.200 inw.; grotendeels omgeven door een driehoek van spoorlijnen; door het dorp stroomt een beek met de naam Ulfe. In het dorp staat een bezienswaardig kerkje.
- Breitenbach, direct ten ZW van de stad, aan de overkant (westoever) van de Fulda; ruim 1.500 inw.
- Blankenheim, 5 km ZW; bijna 400 inw.; in het dorp staat nog de 13e-eeuwse, thans evangelisch-lutherse, kerk van het voormalige nonnenklooster der Zusters Augustinessen.
- Lüdersdorf, 4 km W; ruim 200 inw.

Via de gemeentewebsite kan men, door in het zoekvenster Stadtplan te typen, een duidelijke plattegrond van de stad en de omliggende dorpen downloaden.

### Naburige plaatsen
De grootste stad in de omgeving van Bebra is Kassel, dat hemelsbreed 45 km ten noord-noordoosten van Bebra ligt.
Directe buurgemeenten zijn:
- In het noorden: Cornberg
- In het noordoosten: Nentershausen
- In het zuidoosten: Ronshausen
- In het zuiden: Ludwigsau, en verderop Bad Hersfeld
- In het westen: Rotenburg an der Fulda.

### Infrastructuur

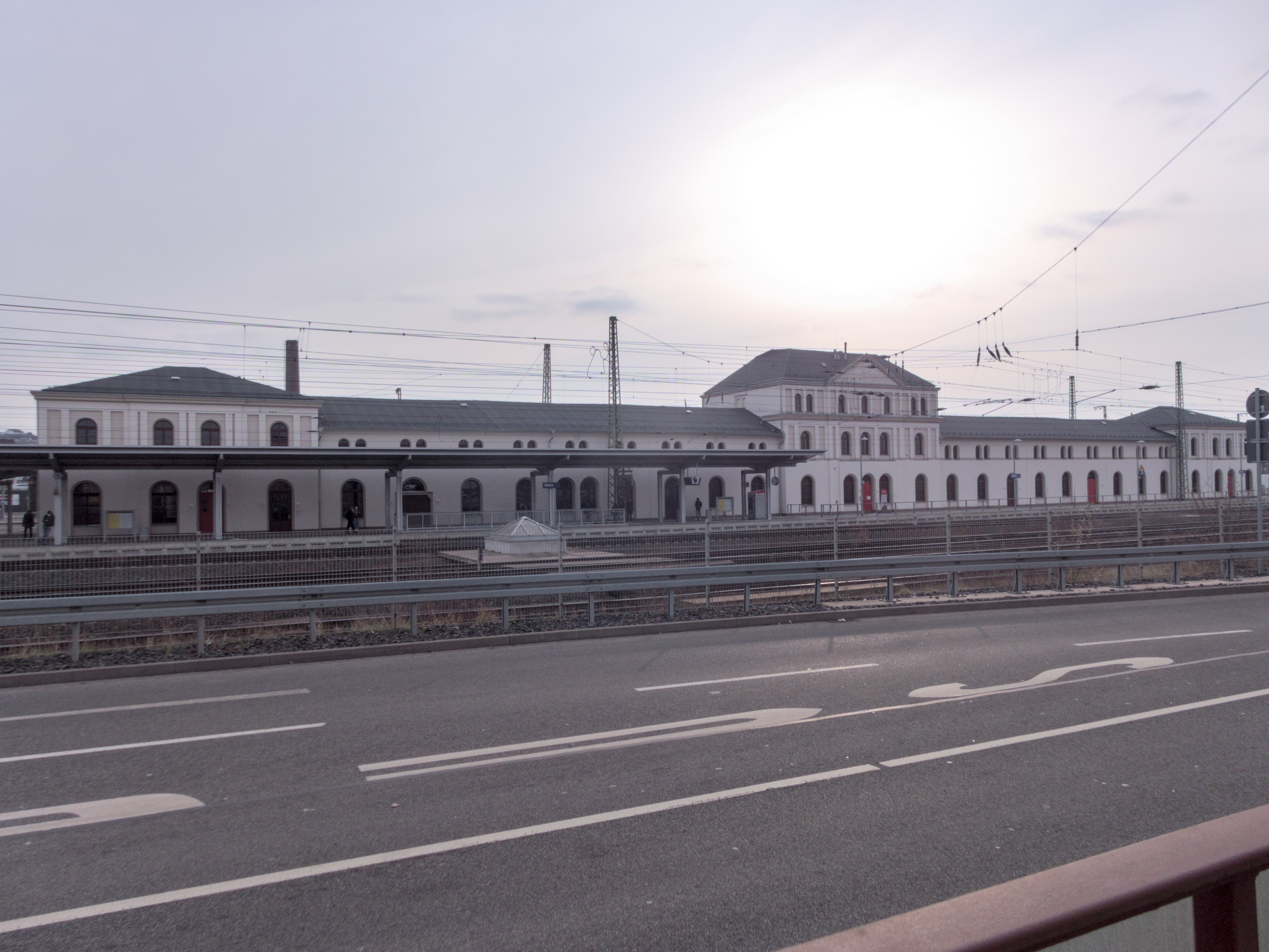
Station

Door de gemeente lopen twee belangrijke hoofdverkeerswegen:
- De Bundesstraße 27, vanuit Bebra in zuidwestelijke richting, om de stadsdelen Breitenbach en Blankenheim heen, naar Bad Hersfeld en verder. Te Bad Hersfeld kan men hier op afrit 32 de Autobahn A4 nemen.
- Deze zelfde Bundesstraße 27, vanuit Bebra in noordoostelijke richting, tussen het centrum en het industrieterrein door, langs de stadsdelen Asmushausen en Rautenhausen, verder noordoostwaarts naar o.a. Bad Sooden-Allendorf.
- De Bundesstraße 83 in noordwestelijke richting naar Rotenburg an der Fulda en verder.

Station Bebra, geopend in 1849, is na plm. 1980 geleidelijk in betekenis voor het spoorwegverkeer afgenomen. Dit komt o.a. door het in 1991 openen van de hsl-spoorlijn Hannover - Würzburg. De nog wel door Bebra rijdende spoorlijn Frankfurt - Göttingen, is daardoor voor bovenregionaal reizigersverkeer minder belangrijk geworden. Bebra is het westelijk eindpunt van de sinds 1849 bestaande spoorlijn Halle - Bebra en ook het eindpunt van de spoorlijn Bebra - Kassel (meestal niet verder rijdend dan Baunatal-Guntershausen, alwaar voor Kassel Hbf moet worden overgestapt). Voor goederenvervoer is het station nog steeds belangrijk, o.a. voor het rangeren van goederentreinen, die kalizout vervoeren, dat in talrijke kalimijnen wordt gedolven, verspreid over Hessen en Thüringen.

## Economie
Tot op de huidige dag is de economische activiteit in verband met het spoorwegnet rondom Bebra van enige betekenis, hoewel de tijden, dat de helft van de beroepsbevolking van Bebra bij de spoorwegen werkte, al zeker sinds 1980 voorbij zijn.
De stad beschikt over twee bedrijventerreinen, een aan de noord- en westkant van de stad, langs de B27 en een aan de zuidoostkant. De meeste hier gevestigde ondernemingen zijn, afgezien van een filiaal van Continental Banden en een centrale reparatiewerkplaats voor Hilti-gereedschappen, als midden- en kleinbedrijf van plaatselijke of hooguit regionale betekenis te kenschetsen.

## Geschiedenis
In 786 wordt de plaats als Biberaho, oeverland met bevers, vermeld in een document van de Abdij van Hersfeld. Het was een aanzienlijk boerendorp, dat in de schaduw stond van het wat grotere stadje Rotenburg, dat slechts ruim 6 kilometer ten zuidwesten van Bebra ligt. Ook de meeste dorpen rondom Bebra, die thans tot de gemeente behoren, ontstonden in de middeleeuwen, veelal rondom een kerkje. Sedert de Reformatie in de 16e eeuw zijn verreweg de meeste christenen in Bebra en omgeving evangelisch-luthers. Politiek behoorden Bebra en omgeving tot 1567 tot het Landgraafschap Hessen en van 1567 tot de Napoleontische tijd tot het Landgraafschap Hessen-Kassel. Van 1815 tot 1866 (inlijving bij Pruisen) maakte Bebra deel uit van het Keurvorstendom Hessen, en vanaf 1871 van het Duitse Keizerrijk. De inwoners van Bebra en omgeving verbouwden veel vlas, een grondstof voor de textielnijverheid. Door het Fulda-dal en dus ook door Bebra liep een belangrijke handels- en postkoetsroute, o.a. van en naar Eisenach en Halle en de andere kant op Neurenberg.
In het dorp Solz staat een in 1527 gebouwd landhuis op de locatie van een voormalig kasteel. Het werd van 1252 tot plm. 1700 bewoond door edelen uit het geslacht Von Trott zu Solz, die dit deel van hun bezit toen verkochten. Het landhuis wordt sindsdien bewoond door leden van de Duitse tak van het Gelderse adellijke geslacht Van Verschuer, en kan niet bezichtigd worden.
In 1935 verkreeg Bebra officiële stadsrechten.
In de periode van kort na de Tweede Wereldoorlog tot 1990 was Bebra een grensplaats tussen West-Duitsland en de communistische DDR.
Reeds vanaf 1849, toen het station te Bebra geopend werd, een kruispunt van spoorlijnen naar alle windstreken, was het een spoorwegknooppunt van betekenis, volgens de inwoners van het stadje zelfs het belangrijkste overstapstation van geheel Duitsland. Na Die Wende en de herinrichting van het Duitse spoorwegnet verloren veel medewerkers van Deutsche Bahn, die hun standplaats in Bebra hadden, hun baan.
Uit Bebra is een beruchte nazi, Heinrich Gernand, geboren in 1907, afkomstig. Deze was een fanatiek propagandist voor de NSDAP in Hessen, en geldt als een der aanstichters in dit deel van Duitsland van de Kristallnacht. Mede door zijn "activiteiten" was deze anti-joodse pogrom in Bebra en omgeving vroeg (reeds op 7 november 1938) en heftig; bijna alle Joden van het stadje kwamen om het leven.
Op 4 december 1944 werd Bebra, een belangrijk spoorwegknooppunt, door geallieerde vliegtuigen gebombardeerd. De meeste bommen misten hun doel, het station. Het bombardement kostte 64 inwoners van Bebra het leven en richtte grote schade aan. Op 31 maart en 1 april 1945, aan het eind van de Tweede Wereldoorlog, is met name rondom Breitenbach nog hevig gevochten tussen Duitse en geallieerde troepen. Daarbij was een brug over de Fulda door terugtrekkende Duitsers opgeblazen. Het dorp liep grote schade op, en bij de gevechten zijn enige tientallen doden gevallen. In 1952 was, door de immigratie van talrijke, ook rooms-katholieke, Heimatvertriebene de bevolking zozeer gestegen, dat voor deze laatste geloofsrichting voor het eerst in eeuwen een kerkgebouw werd ingewijd, de Mariakerk.

## Bezienswaardigheden, toerisme
- De watertoren uit 1910, destijds bedoeld voor gebruik als watervoorziening in ketels van stoomlocomotieven, huisvest een spoorwegmuseum. Een tweede spoorwegmuseum, vooral gewijd aan Station Bebra, werd in 2021 in het stationsgebouw aldaar geopend.
- De stad heeft ook een oude locomotiefloods, Lokschuppen 2, overgenomen en gerestaureerd. In november 2019 is er een evenementen-, (pop)concert- en uitgaansgelegenheid in gehuisvest.
- Langs de Fulda loopt een toeristische lange-afstandsfietsroute (Fulda-Radweg). Enige bossen in de gemeente lenen zich voor wandelingen. Op de heuveltoppen zijn enkele uitzichtpunten aanwezig. Ook zijn er rondom de stad en diverse van haar dorpen diverse mogelijkheden voor wandelingen.
- In de gemeente staan verscheidene evangelisch-lutherse kerkgebouwen, die om hun architectuur of inrichting interessant zijn.
  - De Auferstehungskirche in Bebra zelf dateert uit 1642. De extra verdieping in vakwerkstijl werd er rond 1725 bovenop gebouwd. Na verwoesting in de Tweede Wereldoorlog is de kerk van 1947-1949 nagenoeg geheel in oude stijl herbouwd. De kerk bevat een kerkorgel uit 1967.
  - In het dorp Iba staat een bezienswaardig, uit de 13e eeuw daterend kerkje, dat vóór de Reformatie een aan Jacobus de Meerdere gewijd bedevaartkerkje was.
  - In het dorp Weiterode staat een door kunsthistorici zeer bezienswaardig genoemd, uit de 13e eeuw daterend kerkje, dat een fraai 18e-eeuws kerkorgel en interessante plafondschilderingen bevat.
- Bij Imshausen staat het, grotendeels in het laatste kwart van de 18e eeuw gebouwde, kasteelachtige landhuis van de adellijke familie Von Trott zu Solz. De staatsman August von Trott zu Solz werd hier in 1855 geboren en overleed er in 1938. Zijn zoon Adam (1909-1944; door de nazi's in Plötzensee ter dood gebracht) was diplomaat en jurist, en binnen de Kreisauer Kreis een tegenstander van het nationaalsocialisme. Hij was zijdelings betrokken bij het complot van 20 juli 1944, en werd om die reden gearresteerd en ter dood veroordeeld. Na de oorlog, vanaf 1947 werd kasteel Imshausen, op initiatief van o.a. Adams broer Werner von Trott zu Solz, een congrescentrum voor democratisch gezinde politici. Tot op de huidige dag is het huis als zodanig in gebruik bij de Stiftung Adam von Trott; binnen is een viertal expositieruimtes, gewijd aan Adam von Trott zu Solz, in beperkte mate ter bezichtiging opengesteld. Op een nabije heuveltop is een herinneringskruis voor Adam von Trott zu Solz opgericht.
- Te Iba staat een 18e-eeuwse voormalige kopersmelterij, de Friedrichshütte. Naar verluidt, zou Wilhelm Grimm er het verhaal De verstandige lieden (KHM 104) hebben geschreven; Grimms zwager, Karl von Fulda, woonde er. In het gebouw, dat er nog staat, is een horecagelegenheid gevestigd.

## Afbeeldingen

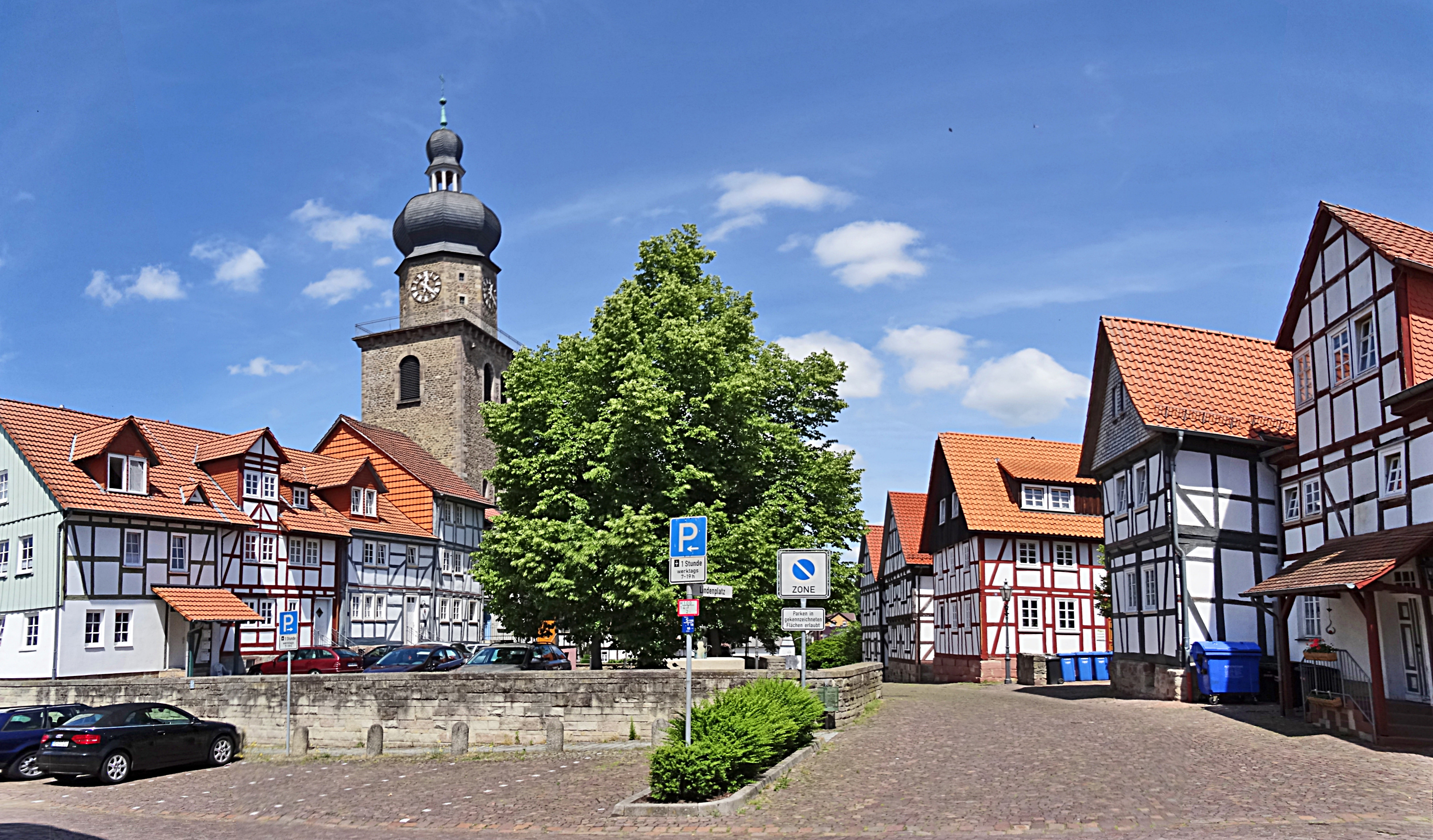
De Lindenplatz in het centrum van Bebra
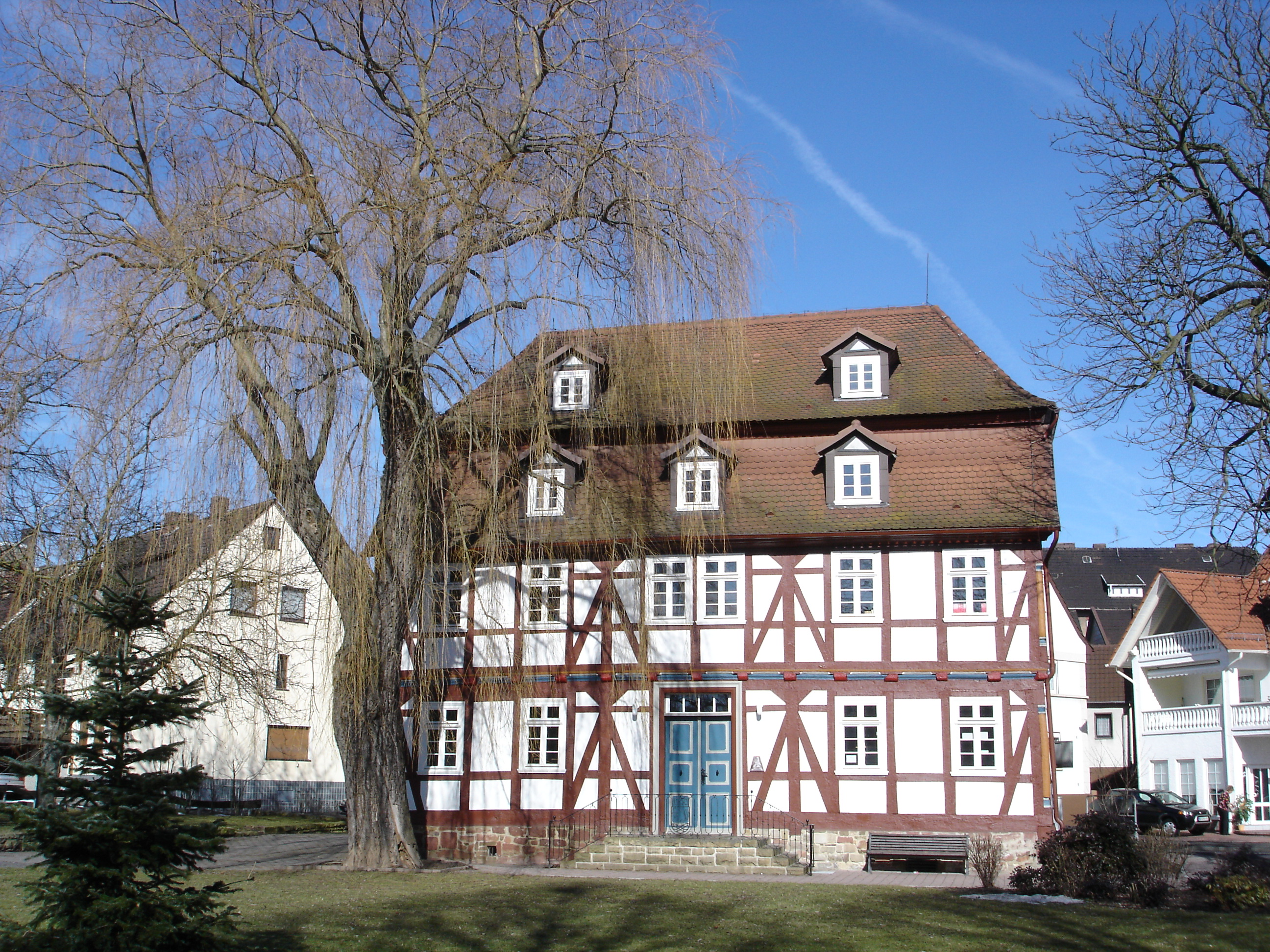
Het oude stadhuis
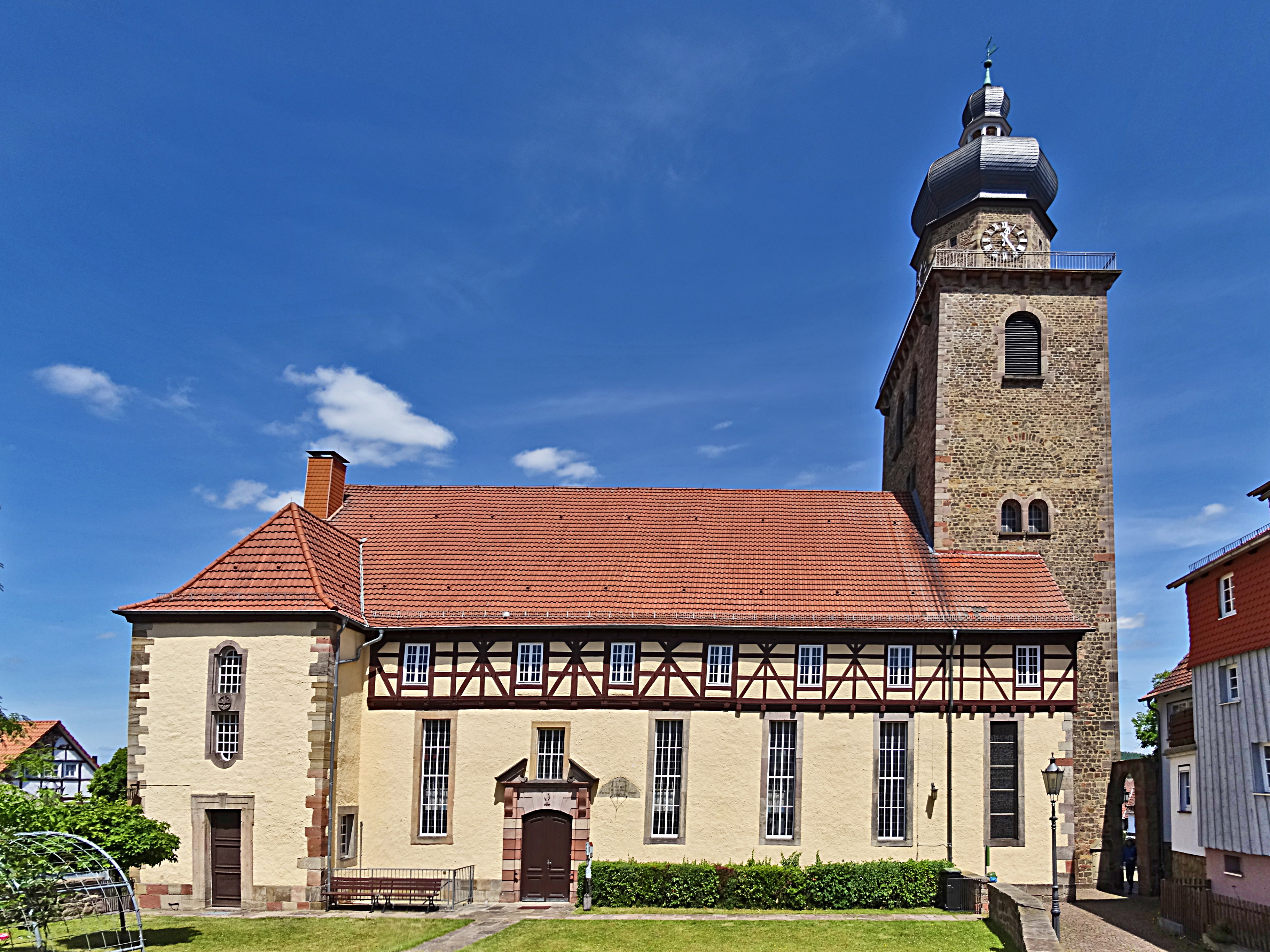
Evang.-lutherse kerk (Auferstehungskirche)
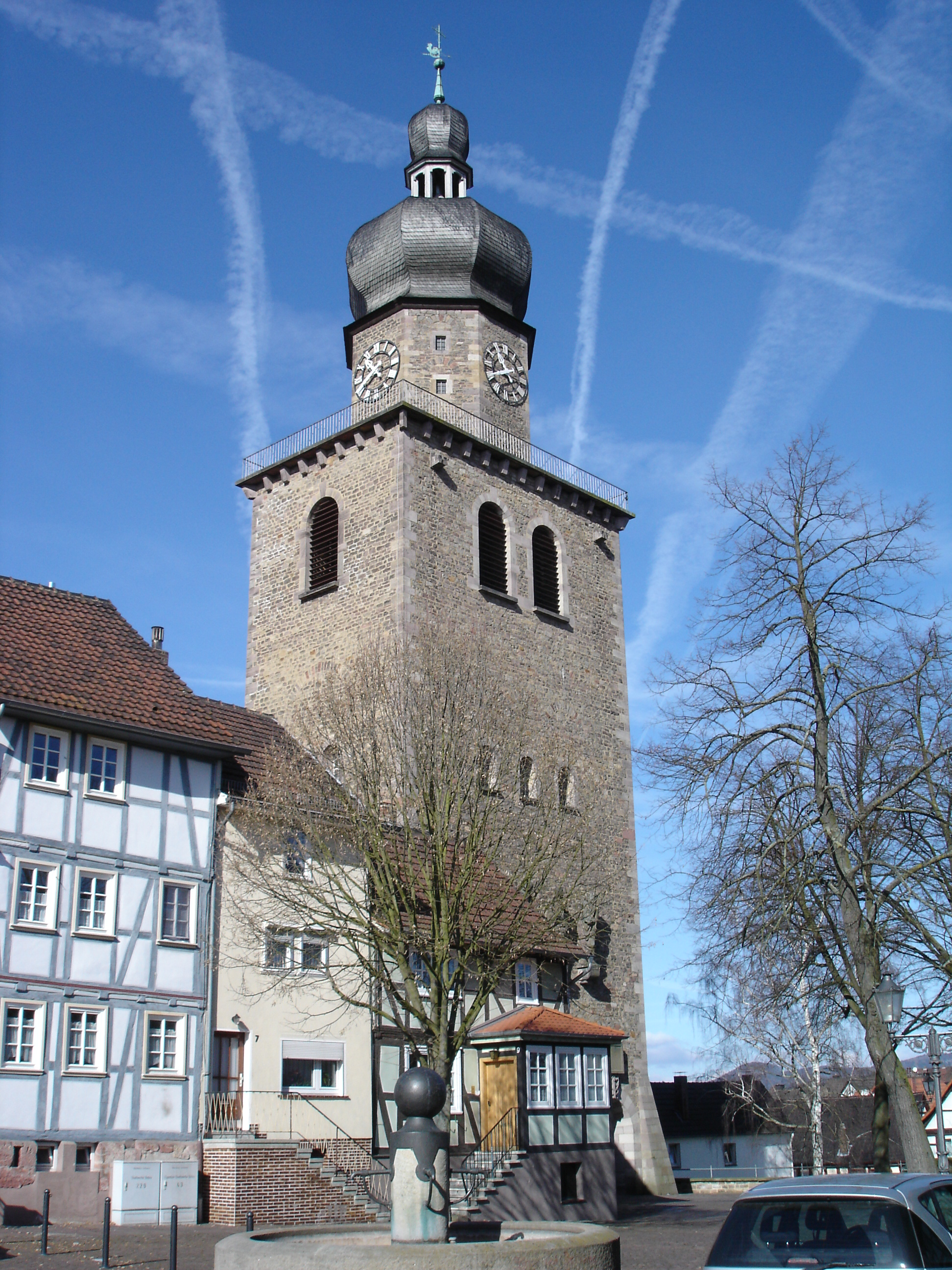
Toren van deze kerk
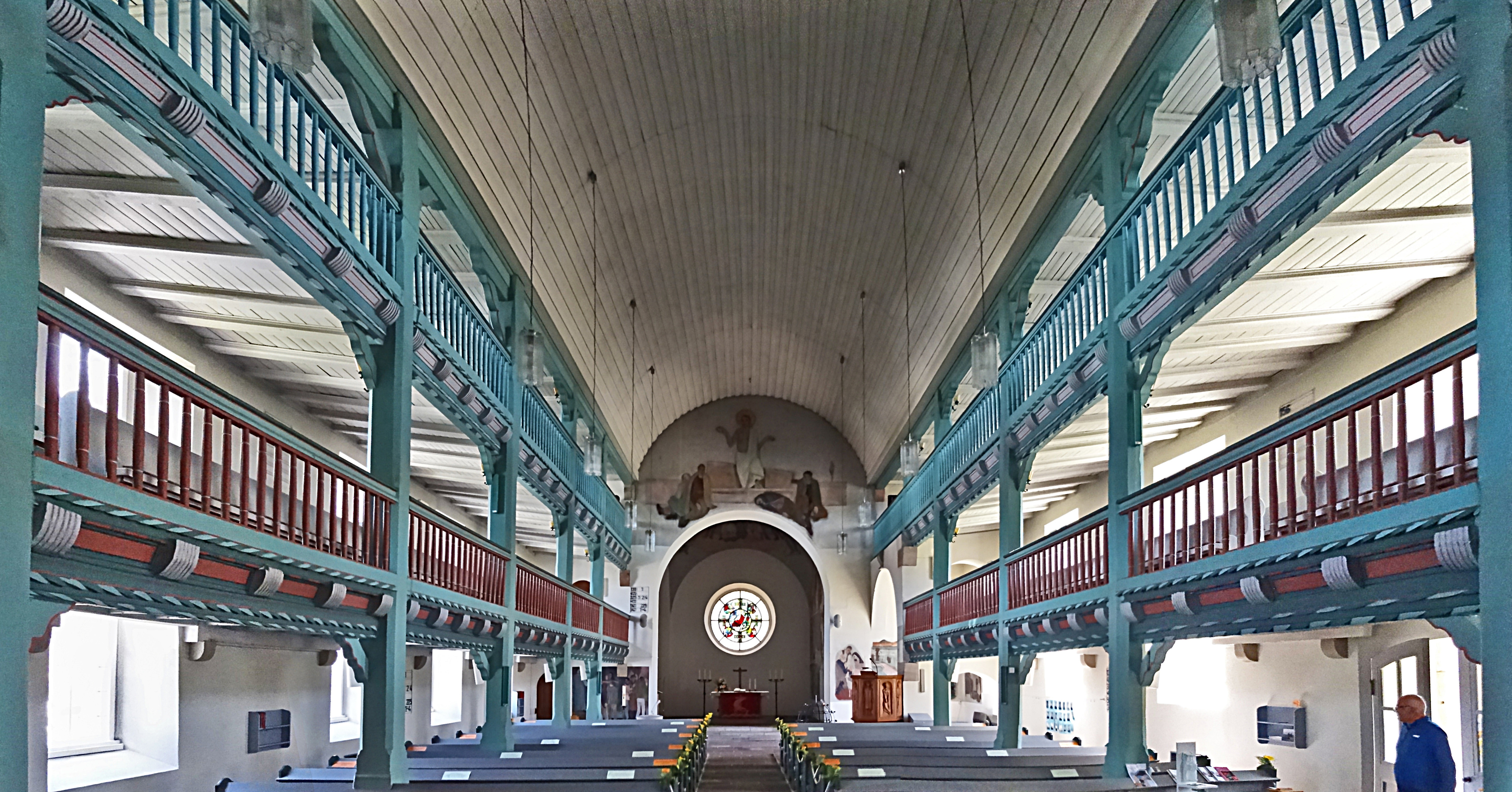
Interieur van deze kerk
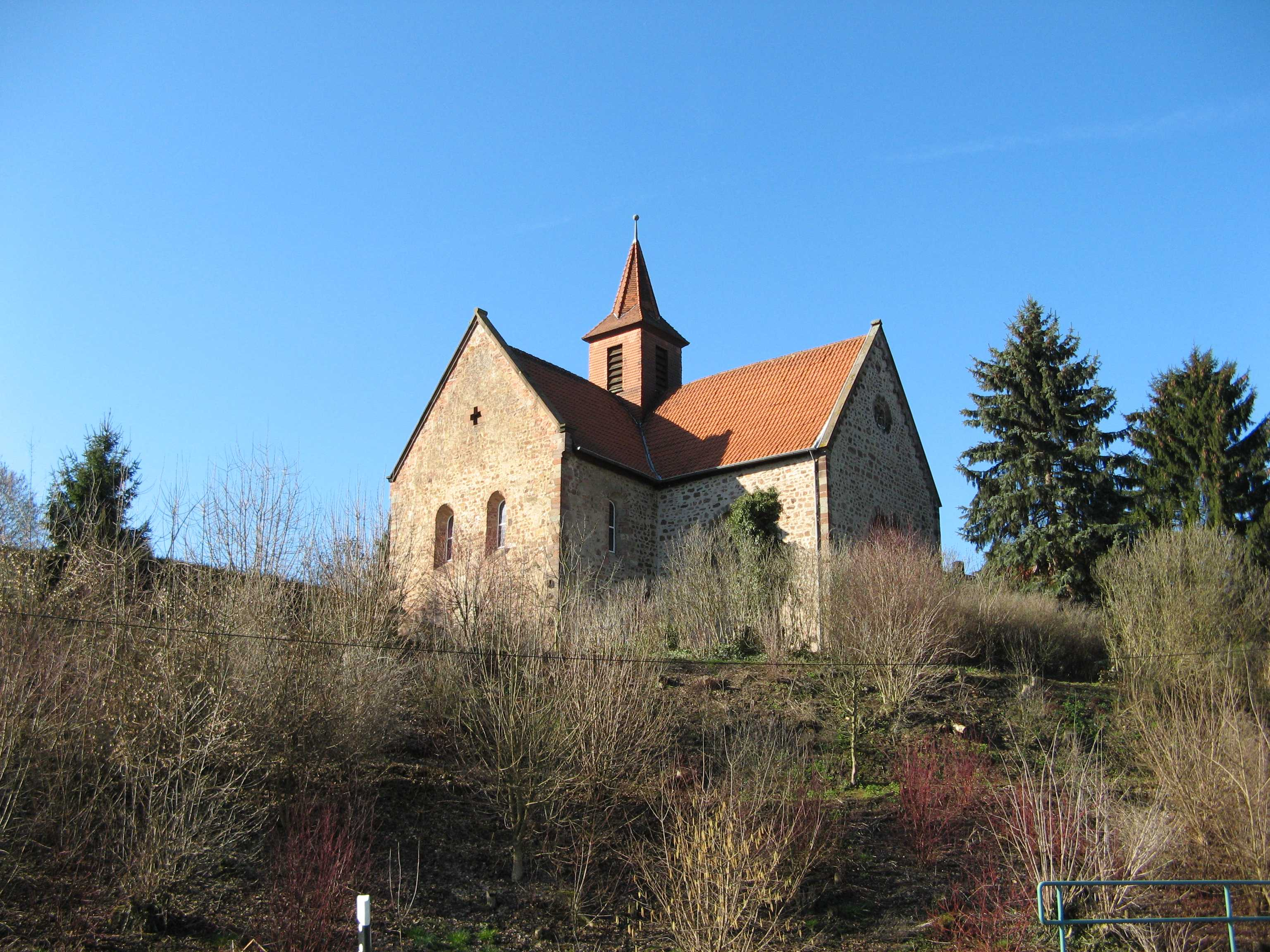
Kloosterkerk te Blankenheim
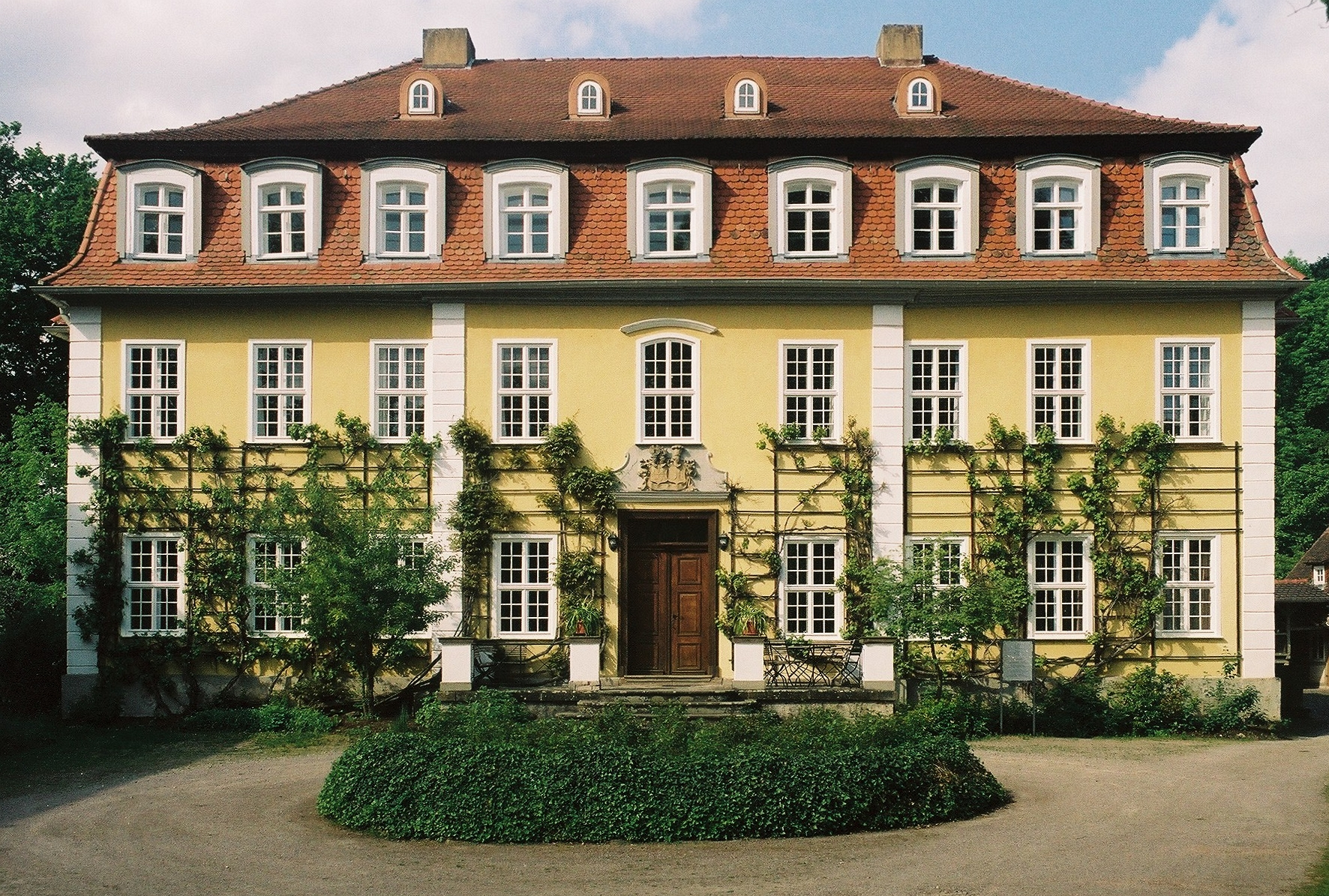
Kasteel Imshausen
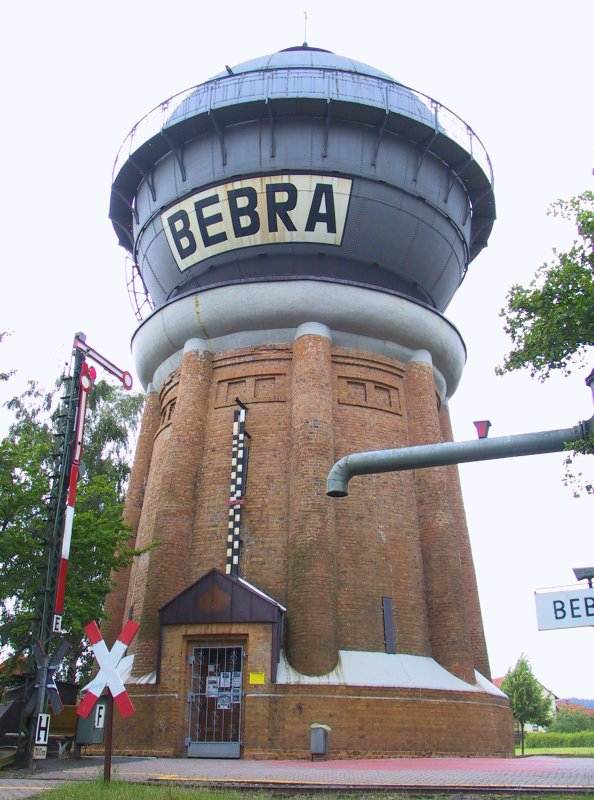
Watertoren
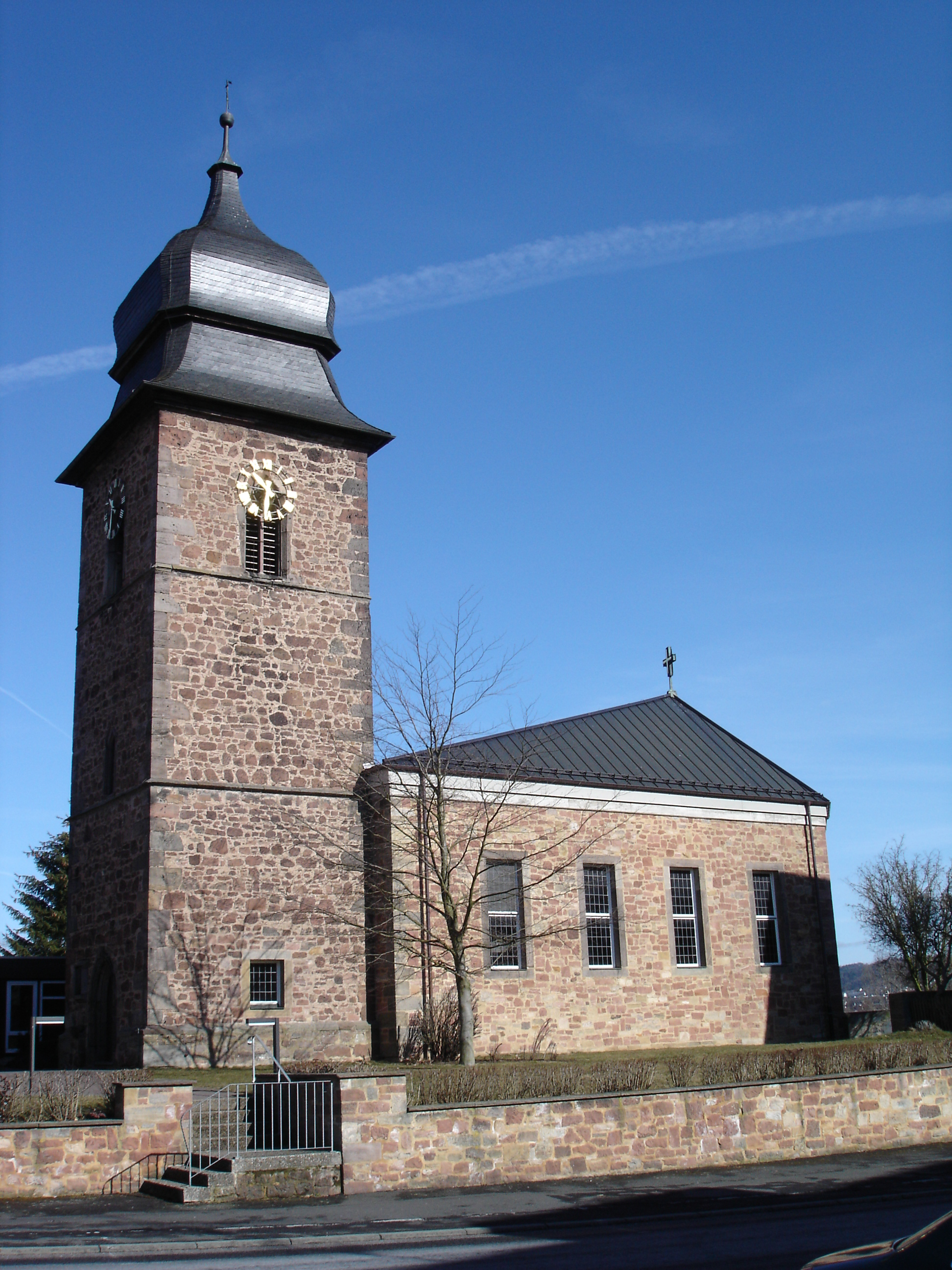
Kerk te Breitenbach (18e- en 19e-eeuws, in 1967 gerenoveerd)
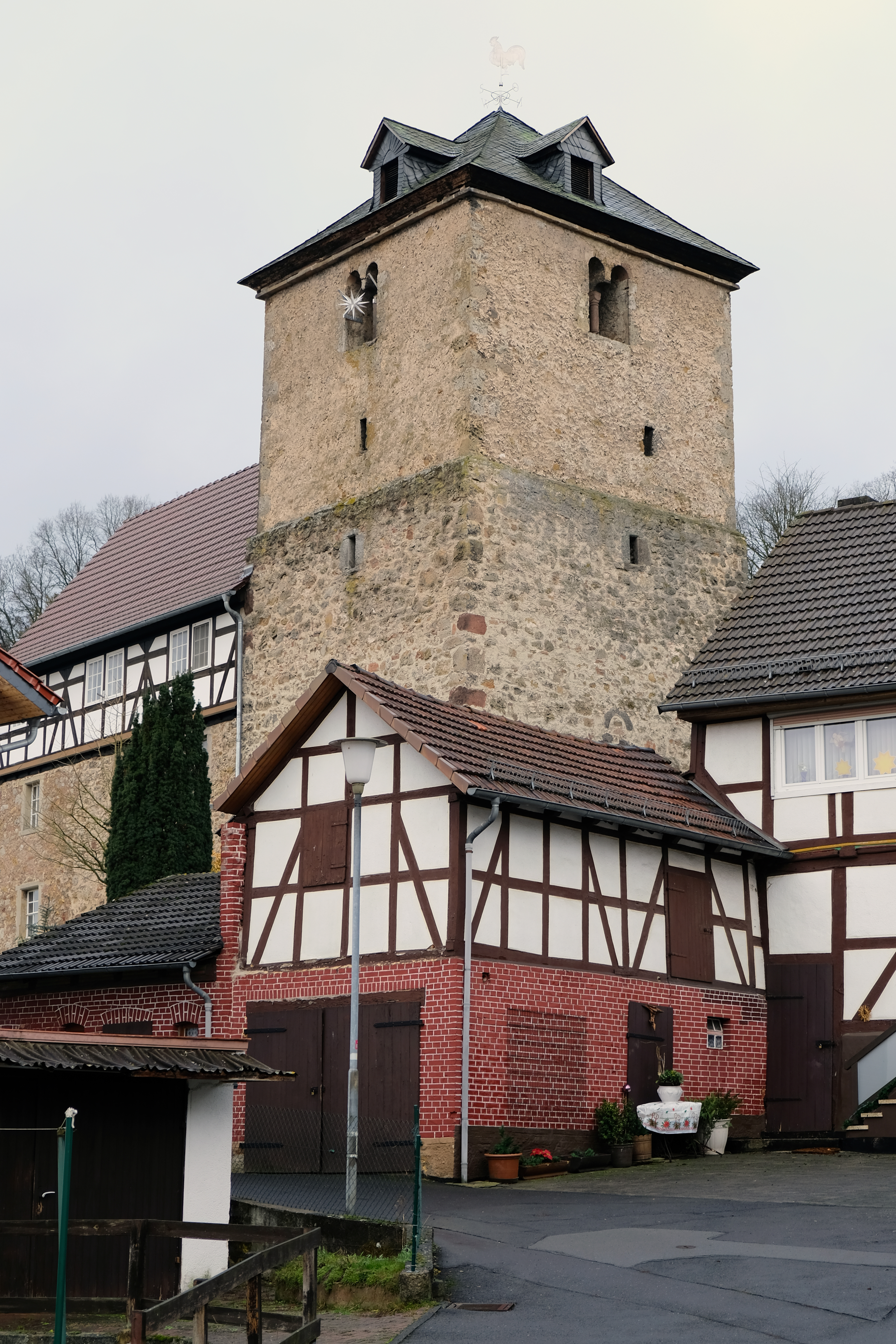
Rondom het kerkje van Gilfershausen
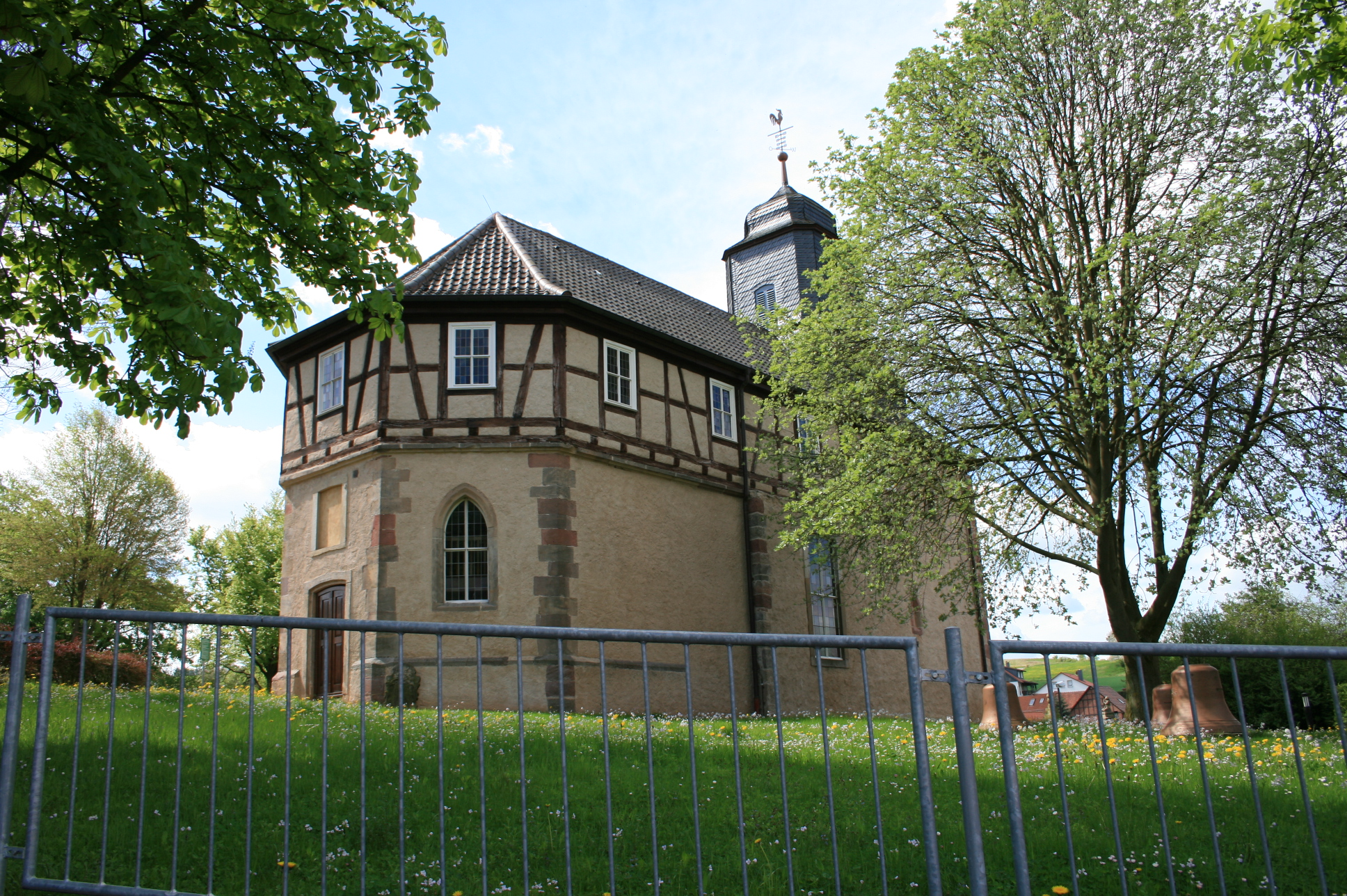
Kerkje te Iba
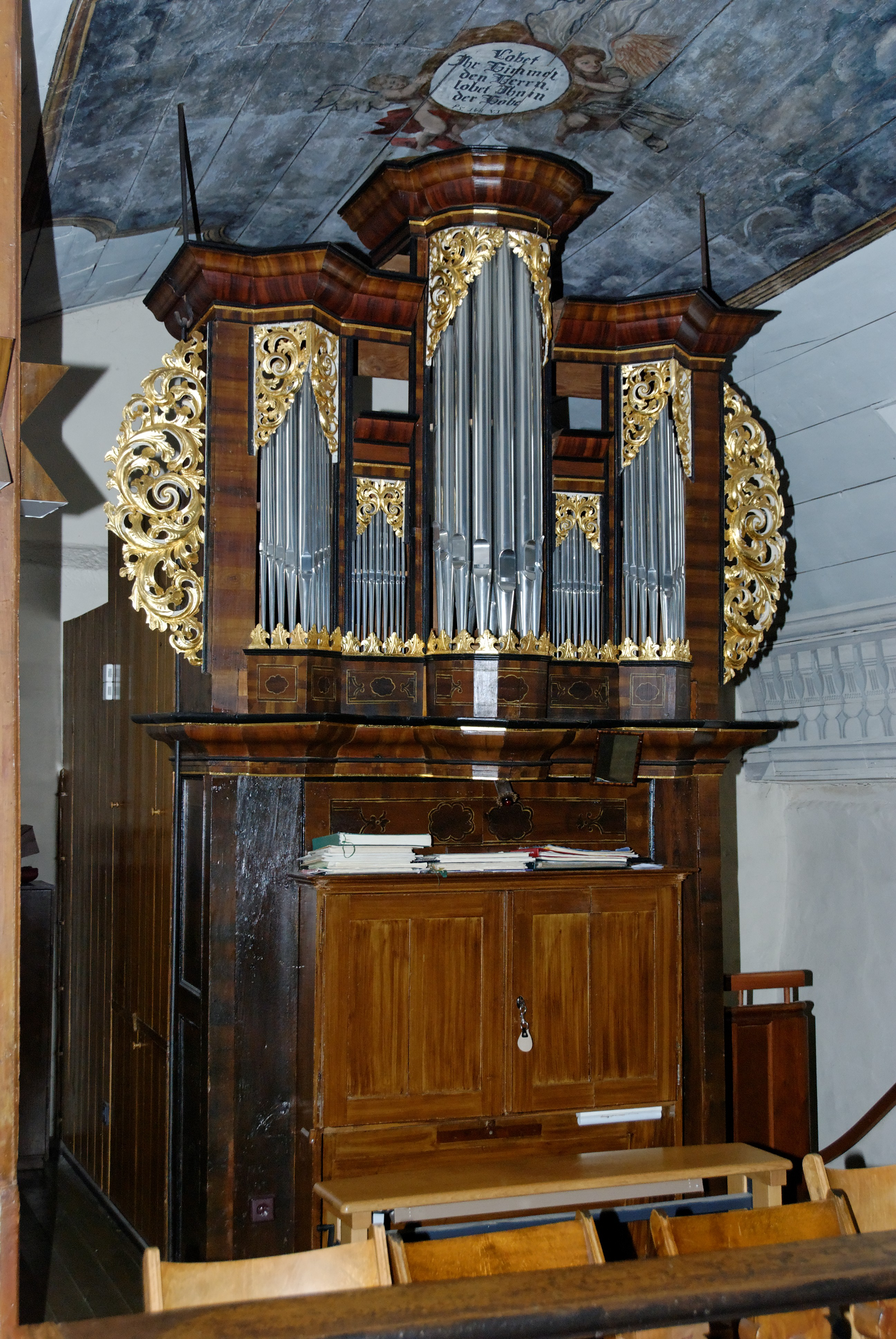
Orgel (1739) in de kerk van Weiterode
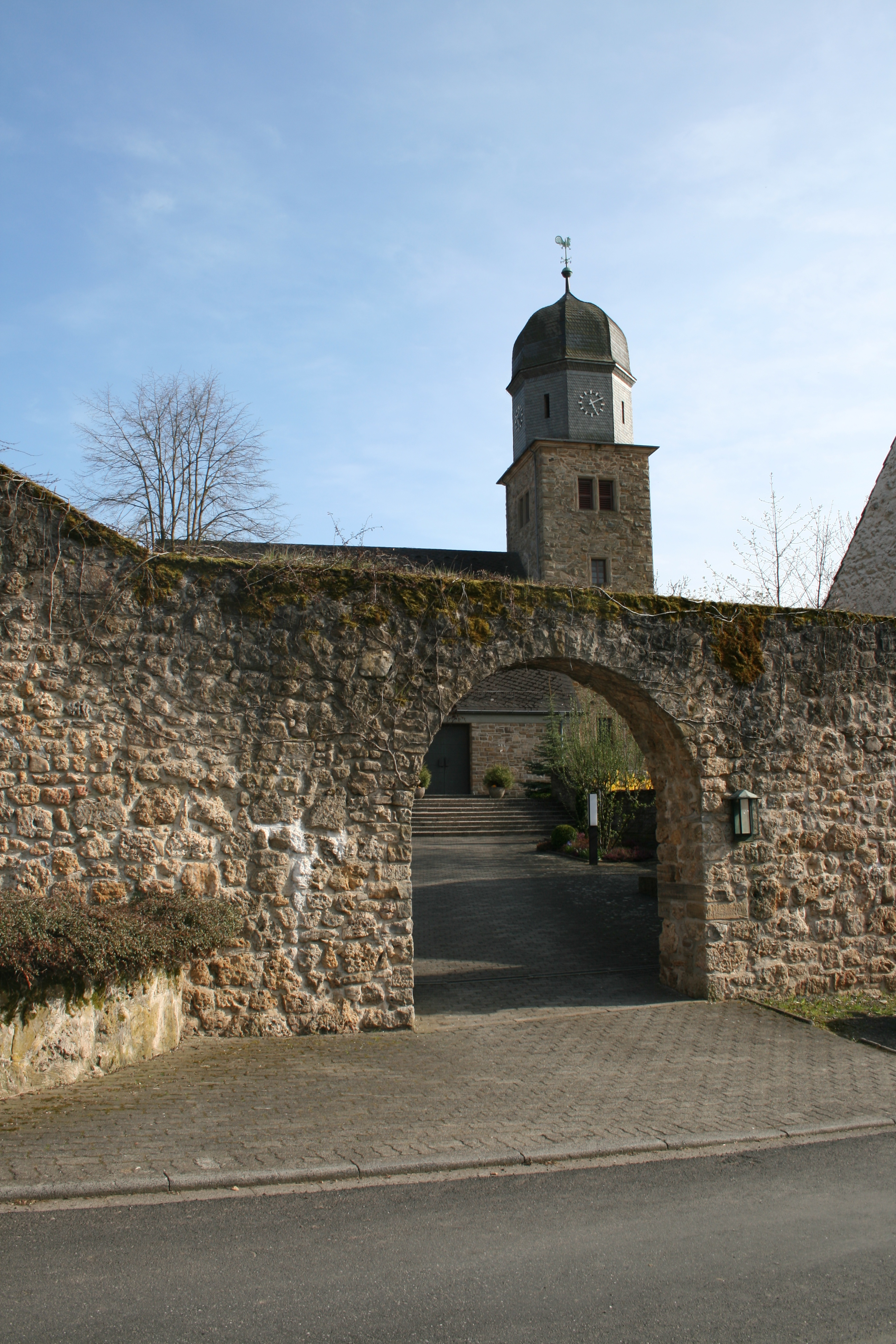
Solz, kasteelmuur en dorpskerk
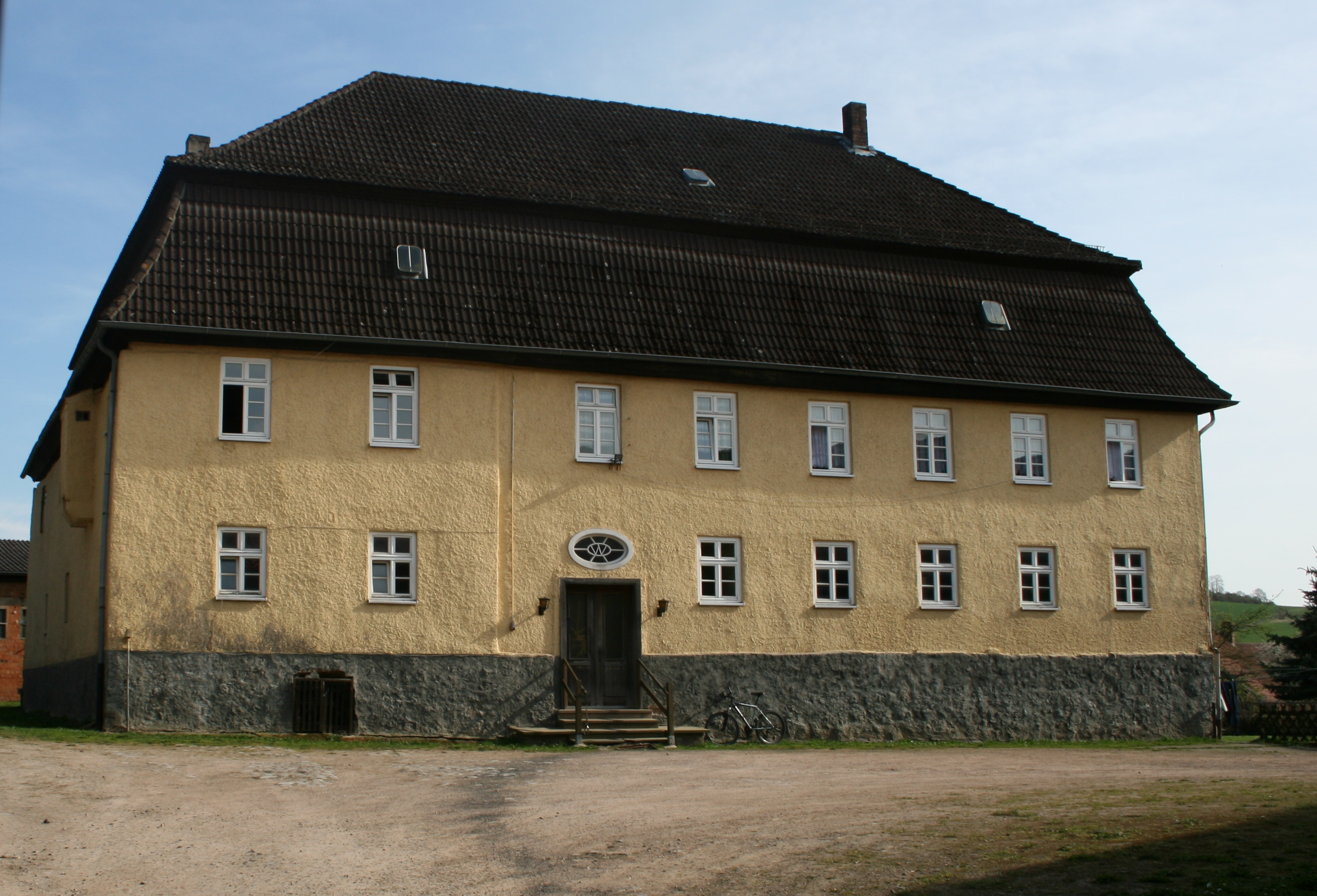
Landhuis te Solz (Verschuer)

## Partnergemeenten
Bebra onderhoudt jumelages met:
- Friedrichroda, Thüringen
- Knaresborough, Yorkshire, Engeland (reeds sinds 1969)